# Каркадиешти (Валча)
Каркадиешти (рум. Cărcădiești) насеље је у Румунији у округу Валча у општини Лунђешти. Oпштина се налази на надморској висини од 216 m.

## Становништво
Према подацима из 2002. године у насељу је живело 236 становника, од којих су сви румунске националности.